# 陶大順
陶大順（1524年—1601年），字景熙，號雲谷，浙江會稽（今紹興）陶堰人，明朝政治人物，嘉靖進士，官至廣西巡撫。

## 生平
嘉靖間冒籍順天中式二十二年（1543年）癸卯科第九名舉人，事發被黜。再中嘉靖三十七年（1558年）戊午科浙江鄉試第四名，嘉靖四十四年（1565年）中式乙丑科進士。礼部观政，四十五年二月授工部主事，隆庆五年（1571年）四月復除兵部，六年十月升员外，十二月升武选司郎中，万历元年（1573年）三月调职方司，三年四月升河南副使，本月改湖广。七年三月升参政，十一年二月升福建按察使，十一月历官福建右布政使。因司帑失银，吏卒五十人皆連坐。陶大顺對左布政使求情道：“盗者两三人耳，何尽系之为？请为公治之。”於是釋放眾人，令其追查盜賊，果然捉住真凶。十二年九月升本司左布政使，十六年七月官终任右副都御史，广西巡抚，十七年三月致仕。《明史》有傳。

## 家族
曾祖父陶慥，封工科給事中贈通議大夫兵部左侍郎兼都察院左僉都御史；祖父陶諧，曾任兵部左侍郎贈兵部尚書；父陶師賢，曾任鴻臚寺主簿封翰林院編修，贈詹事兼侍读学士。母韓氏（贈孺人）。兄陶大有（副使）、陶大年（参政）、陶大原（署丞）、陶大臨（吏部侍郎贈礼部尚书謚文僖）、陶大节（檢校）、大成、大恒、大晋、大猷、大钦、大典，俱监生。
其子陶允淳，与父亲同科进士。次子陶允嘉，字幼美，號蘭風，官壽州州判、運副。次陶允端，字懋正，號仰雲，庠生。允淳子崇敬，號蜨菴，太学生。